# Pay Me!
Pay Me! é um filme mudo norte-americano de 1917, do gênero drama, dirigido por Joe De Grasse e estrelado por Lon Chaney.

## Elenco
- Lon Chaney - Joe Lawson
- J. Edwin Brown - Martin (como Eddie Brown)
- William Clifford - Hal Curtis
- Evelyn Selbie - Hilda Hendricks
- Tom Wilson - 'Mac' Jepson
- Dorothy Phillips - Marta
- Claire Du Brey - Nita
- William Stowell - Bill The Boss
- John George - Bar Patron
- Dick La Reno - Bit Role (não creditado)